# Fronte tedesco del lavoro
Il Deutsche Arbeitsfront (dal tedesco: Fronte tedesco del lavoro), in sigla DAF, fu un ente parastatale della Germania nazista, il cui scopo era quello di «superare la lotta di classe e l'antagonismo tra datore di lavoro e operaio salariato», come ebbe ad affermare lo stesso Hitler in un comizio del 1933. Si trattava di un'organizzazione corporativista, molto affine all'analoga formazione fascista italiana, in cui confluirono obbligatoriamente i sindacati che persero pertanto la loro influenza e la loro autonomia di fronte al partito nazista.

## Genesi e organizzazione
La conquista del potere assoluto da parte dei nazionalsocialisti fu rapida e travolgente. Non poterono sopravvivere i sindacati della Repubblica di Weimar, liberi e altamente politicizzati, ispirati alle idee comuniste, socialiste e cristiano-sociali. Nel febbraio del 1933, dopo l'incendio del Reichstag (del quale Hitler accusò i comunisti), il presidente della repubblica, l'ottuagenario eroe di guerra Paul von Hindenburg, su richiesta esplicita di Hitler sospese in parte le libertà civili, il che era contemplato dalla costituzione, in caso di «emergenza e pericolo nazionali» (l'articolo incriminato era stato inserito ad hoc al fine di stroncare sul nascere ogni velleità rivoluzionaria, sia di destra, sia di sinistra). Il 23 marzo Hitler ottenne i pieni poteri, governando, in pratica, per decreto legge: esautorò del tutto il parlamento e abolì le superstiti libertà costituzionali. Riconobbe come festivo il giorno del 1º maggio, ma il 2 maggio sciolse i sindacati e istituì il Deutsche Arbeitsfront, che fu istituito ufficialmente solo il 24 ottobre 1934, dopo che, nel periodo compreso tra le così categorizzate primavera e l'estate del 1933, tutti i sindacati tradizionali e i partiti politici furono dichiarati illegali. La radicalizzazione dell'epurazione politica procedette di pari passo con la creazione di uno stato corporativista in termini di forza lavoro: Il 22 giugno 1933 la socialdemocrazia venne messa fuori legge, assieme alle altre forze politiche, il centro cattolico e i nazionalisti. Mentre i comunisti furono estromessi dalla partecipazione attiva e legale alla politica dello stato con l'arresto dei loro 81 deputati a séguito del loro presunto coinvolgimento nell'incendio del Reichstag, come partito si polverizzò poiché incapace di rappresentare una diga contro il nazismo. Il 14 luglio 1933 lo NSDAP divenne partito unico e unico referente sindacalmente, e altrettanto unico rappresentante del mondo produttivo, essendo stata sciolta pure l'equivalente germanico della Confindustria. In quest'occasione il partito nazista promosse diversi indirizzi di stampo corporativista: blocco dei salari, abolizione del diritto di sciopero per i lavoratori e di serrata per i datori di lavoro, ferie e altre indennità (maternità, malattia) a carico del datore di lavoro, riduzione dell'orario lavorativo a 40 ore settimanali. L'organizzazione parastatale tedesca del DAF rimase vigente per tutto il periodo della Germania nazista, dal 1933 al maggio 1945, quando, a guerra conclusa, venne sciolta d'imperio dalle autorità militari alleate occupanti.

## La trasformazione in senso corporativista della realtà produttiva
Lo stato nazista era da intendersi come monolitico: in esso il partito unico aveva il compito di mediare le controversie lavorative al fine d'eliminare ogni possibile turbamento della pace interna. L'organismo sindacale neocostituito fu controllato dal Partito nazionalsocialista, da cui provenne la gran parte dei funzionari del Fronte. Nessun'altra riunione o associazione poteva esser fondata, e – tanto meno – riconosciuta dai datori di lavoro. Agli aderenti (obbligati) era fatto divieto di avanzare rivendicazioni salariali o di classe. Ne fecero parte obbligatoriamente i lavoratori di tutte le branche (per il testo legislativo tedeschi che usano la mente o il braccio in attività creative), inclusi datori di lavoro e liberi professionisti. Reati passibili di pena capitale erano lo sciopero, la serrata, l'evasione fiscale, l'associazione in altre entità sindacali o parasindacali. In tal modo Hitler (che già con la legge 20 gennaio 1934, detta Carta del Lavoro, aveva tracciato le linee di una totale subordinazione della classe operaia) si propose di spezzare ogni germe di coscienza sindacale e politica. Questa "involuzione in senso capitalistico" fu avvertita come un tradimento dall'ala sinistra del partito, e dagli aderenti alle SA, che propugnavano di compiere un'ulteriore evoluzione in senso "socialista". Hitler, però, avendo bisogno di appoggiarsi alla grande industria al fine d'intraprendere il programma di riarmo, non poteva tollerare una siffatta "ribellione" all'interno del partito, così come non poteva appoggiare la seconda richiesta delle SA, la sostituzione di essa alle Forze Armate. Con la purga passata alla storia col nome di Notte dei lunghi coltelli, Hitler si liberò al contempo dell'ala sinistra del partito, delle velleità sindacaliste e rivoluzionarie interne e degli elementi più riottosi e incontrollabili del suo entourage. Il Fronte, guidato da Robert Ley (incriminato a Norimberga dalle autorità alleate – alla fine del conflitto – in qualità di criminale di guerra), decise su ogni aspetto della vita lavorativa (retribuzioni, fisco, orari, assunzioni, trasferimenti) e predispose attività ricreative (sul modello del dopolavoro fascista) e sportive attraverso l'organizzazione Kraft durch Freude (La forza tramite la gioia). Originariamente, il Fronte si occupava pure degli accantonamenti in busta paga dei lavoratori a fine pensionistico, ma – a partir dal 1940 – il fondo pensione dei lavoratori venne devoluto al sostegno dello sforzo bellico.